# Miagrammopes guttatus
Espèce
Synonymes
- Miagrammopes correai Piza, 1944
- Hyptiotes zenzesi Mello-Leitão, 1945
- Miagrammopes lacteovittatus Mello-Leitão, 1947

Miagrammopes guttatus est une espèce d'araignées aranéomorphes de la famille des Uloboridae.

## Distribution
Cette espèce se rencontre au Brésil dans les États du Pará, du Minas Gerais, d'Espírito Santo, de Rio de Janeiro, de São Paulo, du Paraná, de Santa Catarina et du Rio Grande do Sul et en Argentine dans la province de Misiones,.

## Description
Le mâle décrit par Salvatierra, Tourinho et Brescovit en 2011 mesure 6,49 mm et la femelle 4,75 mm.

## Publication originale
- Mello-Leitão, 1937 : Aranhas novas ou raras. Anais da Academia Brasileira de Ciências, vol. 9, p. 1-12.